# Euphorbia margalidiana
Euphorbia margalidiana är en törelväxtart som beskrevs av Kuhbier och Lewej.. Euphorbia margalidiana ingår i släktet törlar, och familjen törelväxter. IUCN kategoriserar arten globalt som akut hotad.
Artens utbredningsområde är Balearerna. Inga underarter finns listade i Catalogue of Life.